# توشیماسا توبا
توشیماسا توبا (انگلیسی: Toshimasa Toba؛ زادهٔ ۱۶ ژوئیهٔ ۱۹۷۵) بازیکن فوتبال اهل ژاپن است.